# Brunnenhausmuseum
Das Brunnenhausmuseum ist ein technisches Heimatmuseum in Schillingsfürst. Die funktionsfähige Ochsentretanlage gilt in Technik und Erhaltungszustand als einmalig im deutschsprachigen Raum.

## Lage
Das Brunnenhausmuseum befindet sich im früheren Fürstlichen Brunnenhaus in Schillingsfürst, Brunnenhausweg 25, mit einmaligem Blick in den so genannten Dragonersgrund.

## Geschichte
Um das in Bau befindliche Schloss Schillingsfürst mit fließendem Wasser zu versorgen, plante Graf Philipp Ernst zu Hohenlohe-Waldenburg-Schillingsfürst ein Brunnenhaus über den Heiligen Bronnen. Diese etwa 1,5 km entfernte Quelle ist die einzige auf dem First des Schlossberges, die immer sprudelt und genügend Wasser führt. Da die Entfernung groß und ein Höhenunterschied zum Schloss kaum vorhanden war, musste hier eine neue Technik entwickelt werden. Zu diesem Zweck wurde der Brunnenmeister der freien Reichsstadt Nürnberg, Martin Löhner, mit der Konstruktion beauftragt.
1702 wurde das Brunnenhaus errichtet und die Ochsentretanlage eingebaut. Ein hölzernes Röhrensystem führte das Wasser zum Schloss. Dort versorgte es das Erdgeschoss des Schlosses sowie die Gärtnerei und die Brauerei mit fließendem Wasser. Um den Wasserdruck konstant zu halten, wurde 1729 ein Wasserturm mit eigenem Reservoir errichtet. 1887 wurde der Wasserturm erhöht, um auch das erste Obergeschoss des Schlosses, in dem sich die Privaträume der fürstlichen Familie bis heute befinden, mit fließendem Wasser zu versorgen. Die Ochsentretanlage wurde um 1920 durch eine elektrische Pumpe ersetzt, deren Verlässlichkeit geringer als die der mechanischen Ochsentretanlage war. Das Brunnenhaus war bis 1923 und dann nochmals im Sommer 1947 in Betrieb.
1959 begannen unter Führung und Initiative des Kunstmalers Ludwig Dörfler erste Maßnahmen zur Erhaltung des Brunnenhauses und der Ochsentretanlage. Der Fremdenverkehrs- und Heimatverein Schillingsfürst e. V., der sich heute Verein für Tourismus und Heimatpflege Schillingsfürst-Frankenhöhe e.V. nennt, übernahm die Betreuung der Anlage und pachtete es zu diesem Zweck von der Fürstlichen Verwaltung Hohenlohe-Schillingsfürst, um hier ein Heimatmuseum einzurichten. Ab November 1967 waren erste Besichtigungen möglich, 1972 erfolgte die Eröffnung als Brunnenhausmuseum mit festen Öffnungszeiten. 2006/07 erfolgte eine Generalsanierung der Anlage.

## Technik
Das Pumpwerk funktioniert nach den mechanischen Prinzipien der schiefen Ebene und des Hebels. Durch das Körpergewicht eines Ochsen setzt sich die Drehscheibe automatisch in Bewegung, so dass eine Leistung von rund 500 W mit einer Pumpleistung von 40 l/min erbracht wurde. Der Ochse lief – ähnlich einem Laufband – auf der unter ihm rotierenden schief gelagerten Scheibe. Für den außenstehenden Betrachter blieb der Ochse damit scheinbar immer am selben Platz.

## Museum
Das Museum besteht aus zwei Bereichen: Neben der Ochsentretanlage mit dem historischen und funktionsfähigen Pumpwerk aus dem Jahr 1702 können im Wasserturm sowie in der ehemaligen Brunnenwärterwohnung Alltagsgegenstände, Werkzeuge, Möbel sowie Kleidung und Wäsche vor allem des 19. Jahrhunderts besichtigt werden, die Leben und Arbeiten in Schillingsfürst dokumentieren. Ebenso ist ein Kräutergarten nach Vorbild des St. Galler Klostergartens angelegt worden. Eigene museumspädagogische Konzepte für Wasserkunde und Heimatgeschichte insbesondere für Grundschule und Sekundarstufe I runden das Konzept des Museums ab, das vom Trägerverein im Ehrenamt geführt wird.